# ГЕС Сан-Франциско
ГЕС Сан-Франциско — гідроелектростанція в Колумбії за 130 км на південь від міста Медельїн. Знаходячись після ГЕС Есмеральда (30 МВт), становить нижній ступінь у дериваційному каскаді Кальдас, який використовує ресурс із річок Чинчіна, Кампоалегре та Сан-Франциско – правих приток Кауки, яка тече на північ до впадіння ліворуч у Магдалену (має устя на узбережжі Карибського моря біля міста Барранкілья).
В межах проекту на Сан-Франциско організували водозабір, від якого через правобережний масив прокладено тунель довжиною 4,5 км. На своєму шляху він отримує додатковий ресурс із струмка Сардинас (права притока Сан-Франциско) та у підсумку виходить до облаштованого на малій притоці Кауки водосховища Сан-Франциско об‘ємом 2,3 млн м3. Останнє утримує насипна гребля з ядром із вулканічного попелу висотою 40 метрів, яка потребувала 760 тис м3 матеріалу. В цей же резервуар через станцію Есмеральда надходить ресурс із згаданих на початку статті річок Чинчіна та Кампоалегре.
Зі сховища через канал довжиною 0,5 км та три водоводи довжиною по 0,44 км ресурс подається у споруджений на березі Кауки машинний зал. Останній обладнали трьома турбінами типу Френсіс потужністю по 45 МВт.
Видача продукції відбувається по ЛЕП, розрахованій на роботу під напругою 115 кВ.